# St Christopher’s Hospice

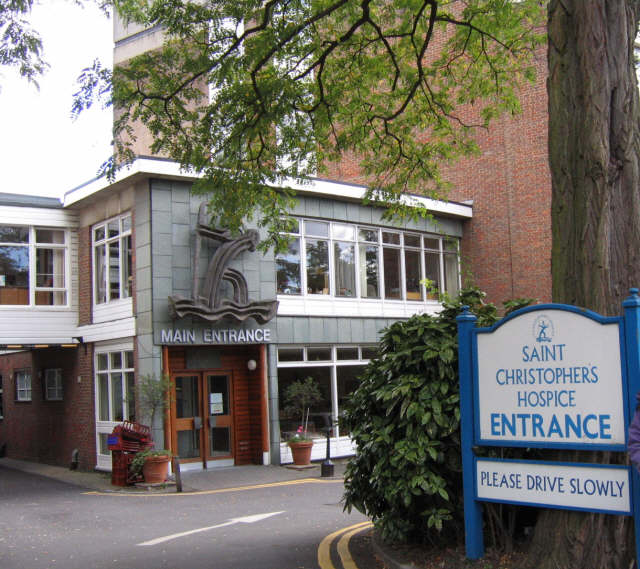
Das St Christopher’s Hospice 2005

Das St Christopher’s Hospice ist ein Hospiz im Londoner Stadtteil Sydenham. Es wurde 1967 von Dame Cicely Saunders gegründet und gilt als das erste moderne Hospiz.

## Geschichte

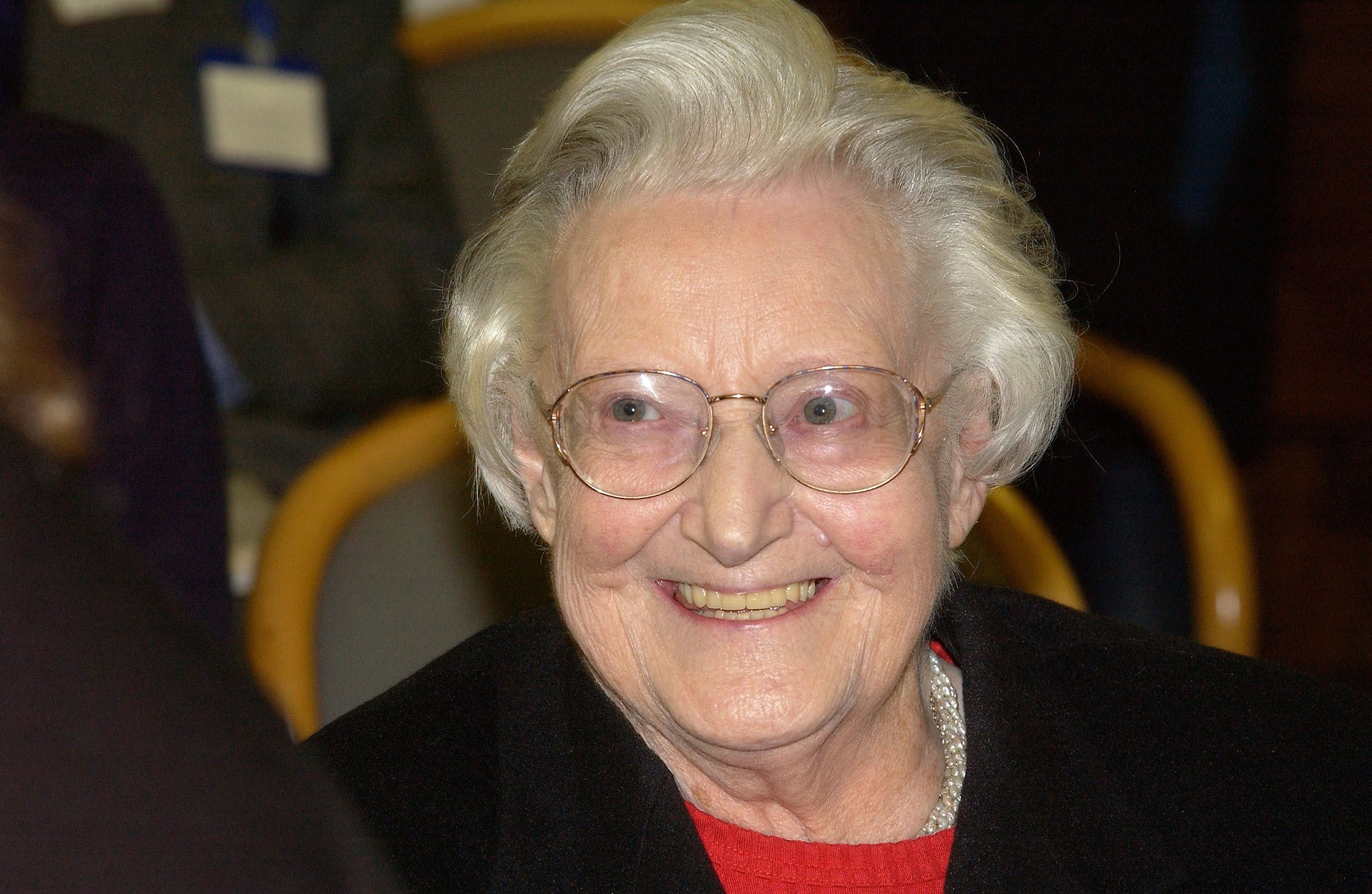
Dame Cicely Saunders, Begründerin der modernen Hospizbewegung und des St Christopher’s Hospice

Cicely Saunders, eine britische Krankenschwester und Sozialarbeiterin, sammelte in den 1940er-Jahren während ihrer Arbeit im St. Lukes Hospital in London Erfahrungen in der Begleitung schwerkranker Patienten. Der aus ihrer Sicht inhumane Umgang mit Sterbenden veranlasste sie, sich in der Versorgung solcher Menschen zu engagieren. Im Krankenhaus begleitete sie den aus Polen stammenden Holocaust-Überlebenden David Tasma, der ihr sein Vermögen von £ 500 vermachte, um damit ein Sterbehaus zu eröffnen.
Erst knapp zwanzig Jahre später, nach intensiver Forschung, eröffnete sie dann das St Christopher’s Hospice im Südosten Londons, das sie bis 1985 als Medizinische Direktorin leitete. Erstmals bot diese Einrichtung nicht nur eine rein medizinisch-pflegerische Versorgung, sondern auch eine psychische, soziale und spirituelle Begleitung. Mit diesem neuen Konzept, das als Palliative Care die Grundlage der heutigen Palliativmedizin darstellt, legte Saunders in diesem Hospiz den Grundstein für die moderne Hospizbewegung.
2001 wurde St Christopher’s Hospice mit dem Conrad N. Hilton Humanitarian Prize ausgezeichnet.
Seit Beginn des Hospizes gehören auch Heimbesuche zum Konzept, um auch sterbende Menschen zu Hause bei ihren Familien palliativ zu unterstützen. Der ambulante Hospizdienst nahm 1969 die Arbeit auf. 2008 vereinigte sich der ambulante Dienst Harris HospisCare mit dem St Christopher’s Hospice zu St Christopher’s Bromley.

## Lage und Beschreibung
Das Hospiz liegt im Londoner Süden im Stadtteil Sydenham nahe dem Crystal Palace Park.
Basierend auf dem Palliative-Care-Konzept arbeitet im St Christopher’s Hospice ein multiprofessionelles Team. Spezialisierte Fachkräfte der Gesundheits- und Krankenpflege (Clinical Nurse Specialists (CNS) oder Specialist Palliative Care Nurses) ermitteln bei einer Anfrage den individuellen Versorgungsbedarf des Patienten. Außerdem entscheiden sie, ob der Patient zuhause bleiben kann oder stationär aufgenommen werden muss. Falls der Patient für diese Beratung nicht mehr selbst kommen kann, besucht ihn die Palliative-Care-Fachkraft auch zuhause. Sie koordiniert die nötigen medizinischen, pflegerischen und andere therapeutische Dienstleistungen, die auch ambulant erbracht werden können. Je nach Bedarf vermittelt sie Hausärzte (General Practioner) oder Palliativmediziner für die ärztliche Betreuung sowie Sozialarbeiter, Seelsorger, Psychiater, Physiotherapeuten, Beschäftigungstherapeuten und ehrenamtliche Mitarbeiter. Die praktische pflegerische Unterstützung wird von speziell qualifiziertem Pflegefachpersonal übernommen. Durch den Zusammenschluss mit dem ambulanten Pflegedienst Harris HospisCare wird die ambulante Versorgung in den südöstlichen Stadtteilen Bromley, Croydon, Lambeth, Lewisham und Southwark sichergestellt.
Das stationäre Hospiz bietet Platz für 48 Gäste, verteilt auf vier Stationen. Es stehen Einzelzimmer mit eigenem WC und Vier-Bett-Zimmer zur Verfügung.
Rund um das Hospiz befinden sich weitere Räume und Gebäude für verschiedene Zwecke, darunter das Anniversary Centre als Begegnungszentrum für Gäste und Angehörige. Es bietet neben einem Café regelmäßige Veranstaltungen, die zum Teil öffentlich zugänglich sind. Trauernde Kinder und Familien können vom St Christopher’s Candle Project Unterstützung erhalten.
Gäste können an zusätzlichen therapeutischen Maßnahmen wie Massagen, Aromatherapie und Reflexzonenmassagen teilnehmen und mit den hauseigenen Musik- und Kunsttherapeuten arbeiten. Diese Maßnahmen werden sowohl in Gruppen als auch in Einzelbetreuung angeboten, so dass auch bettlägerige Gäste daran teilnehmen können.
Weiterhin werden in der Einrichtung verschiedene Bildungs- und Forschungsprogramme zur Hospiz- und Palliativbegleitung durchgeführt.

## Dokumentation
- 1971: Noch 16 Tage. Eine Sterbeklinik in London. Reinhold Iblacker, Siegfried Braun
- 2018: Horizon: We Need to Talk about Death. Kevin Fong, Steve Crabtree (BBC Studios, The Science Unit)